# Klassisk elektrodynamik
Klassisk elektrodynamik eller klassisk elektromagnetisme er den klassiske teori, der beskriver, hvordan elektriske ladninger i bevægelse påvirker hinanden. Betegnelsen elektrodynamik bruges ofte til at skelne det fra underområdet elektrostatik, der beskæftiger sig med tidsuafhængige, dvs. statiske, fænomener.
Elektrodynamikken blev udviklet op gennem 1800-tallet parallelt med elektricitetens udbredelse. Tidlige beskrivelser kan tilskrives eksempelvis Michael Faraday eller danske Hans Christian Ørsted, men især James Clerk Maxwell har størstedelen af æren for at samle elektrodynamikken i en samlet matematisk formalisme i form af Maxwells ligninger og Lorentzkraften.
Klassisk elektrodynamik kan udledes fra den mere generelle kvanteelektrodynamik, der er en kvantefeltteori.

## Ladninger i bevægelse
Hele grundsubstansen i elektrodynamikken er elektriske ladninger der flytter sig (se: Strøm). Elektrisk ladning betegnes med bogstavet q, og har i SI-systemet enhed af Coulomb. En elektrisk ladning der flytter sig, afstedkommer et magnetisk felt. På samme måde kan et magnetfelt også flytte på elektriske ladninger. Den kraft ladningerne påvirkes med når der lægges magnetiske og elektriske felter over ladninger kaldes Lorentzkraften:
```
  (Lorentz-kraften) 

  

    

      

        

          

            

              
F

              
→

            

          

        

        
=

        
q

        
(

        

          

            

              
E

              
→

            

          

        

        
+

        

          

            

              
v

              
→

            

          

        

        
×

        

          

            

              
B

              
→

            

          

        

        
)

      

    

    
{\displaystyle {\vec {F}}=q({\vec {E}}+{\vec {v}}\times {\vec {B}})}

  

```

Her betegner {\displaystyle {\vec {E}}} det elektriske felt og {\displaystyle {\vec {B}}} det magnetiske felt. Ladningens hastighed i forhold til det magnetiske felt betegnes med {\displaystyle {\vec {v}}}. Udtrykket er vektorielt, og {\displaystyle {\vec {v}}\times {\vec {B}}} angiver at man skal benytte det vektorielle krydsprodukt.
En enlig elektrisk ladning ville, uden tilstedeværelsen af andre elektriske ladninger, flyve gennem det tomme rum som foreskrevet af Newtons love. Men da ladninger også i sig selv afstedkommer et elektrisk felt (se: Coulombs lov), påvirker alle universets ladninger hinanden med en Lorentz-kraft.

### Maxwells ligninger i vakuum
Ladningers påvirkning af hinanden beskrives ved hjælp af Maxwellligningerne. Maxwellligningerne er komplekse at forstå, men blot matematisk sofistikerede udtryk for hvordan elektriske felter afstedkommet af ladninger og  magnetfelter indbyrdes påvirker hinanden. For at kunne beskrive dette, må man indføre størrelser for hvor godt et materiale lader sig gennemtrænge af de magnetiske og elektriske felter. For de elektriske felter kaldes denne størrelse for permittiviteten og betegnes med et {\displaystyle \varepsilon }, og for magnetiske felter kaldes størrelsen for permeabilliteten og betegnes med et {\displaystyle \mu }. I vakuum kaldes disse størrelser for {\displaystyle \varepsilon _{0}} og {\displaystyle \mu _{0}}.
Maxwells ligninger er alle eksperimentelt bestemte udtryk. De er altså ikke udledt fra f.eks. Lorentz-kraften, og kan dermed i princippet ændres hvis nogen laver et eksperiment der viser noget andet.
Den første Maxwellligning beskriver, at når der løber en strøm, ændres det elektriske felt. Strømmen er beskrevet ved hjælp af tætheden af ladninger {\displaystyle \rho }, der er antal ladninger per volumen. Jo større tætheden af ladninger er, jo større er ændringen i det elektriske felt:
```
 (
Gauss
' lov)  

  

    

      

        

          

            

              
∇

              
→

            

          

        

        
⋅

        

          

            

              
E

              
→

            

          

        

        
=

        

          

            
ρ

            

              
ε

              

                
0

              

            

          

        

      

    

    
{\displaystyle {\vec {\nabla }}\cdot {\vec {E}}={\frac {\rho }{\varepsilon _{0}}}}

  

```

Venstresiden benytter sig af den vektorielle differentialoperator {\displaystyle {\vec {\nabla }}} der prikkes med det elektriske felt. Dette kaldes også divergensen af  {\displaystyle {\vec {E}}}.
Den anden Maxwellligning beskriver den samme type ændring for magnetiske felter. Blot kan der ikke løbe en 'magnetisk strøm' på samme måde som der kan løbe en elektrisk strøm – eller sagt på en anden måde; der eksisterer ikke magnetiske monopoler. Dermed er:
```
 (
Gauss
' lov for magnetisme)    

  

    

      

        

          

            

              
∇

              
→

            

          

        

        
⋅

        

          

            

              
B

              
→

            

          

        

        
=

        
0

      

    

    
{\displaystyle {\vec {\nabla }}\cdot {\vec {B}}=0}

  

```

Den tredje lov fortæller hvordan elektriske felter og magnetiske felter påvirker hinanden direkte – det fænomen der også er kendt som induktion. Hvis man fører en magnet over en ledning, inducerer man en elektromotorisk kraft proportional med hastigheden af den magnetiske flux. I matematiske formler er det:
```
 (
Faradays
 
induktionslov
)   

  

    

      

        

          

            

              
∇

              
→

            

          

        

        
×

        

          

            

              
E

              
→

            

          

        

        
=

        
−

        

          

            

              
∂

              

                

                  

                    
B

                    
→

                  

                

              

            

            

              
∂

              
t

            

          

        

      

    

    
{\displaystyle {\vec {\nabla }}\times {\vec {E}}=-{\frac {\partial {\vec {B}}}{\partial t}}}

  

```

Der mangler nu kun at blive beskrevet hvordan et magnetisk felt ændres hvis der løber en strøm, og der samtidig påføres et elektrisk felt. Dette sker i den sidste ligning
```
  (
Amperes
 ligning med Maxwells tilføjelse) 

  

    

      

        

          

            

              
∇

              
→

            

          

        

        
×

        

          

            

              
B

              
→

            

          

        

        
=

        

          
μ

          

            
0

          

        

        

          

            

              
J

              
→

            

          

        

        
+

        

          
μ

          

            
0

          

        

        

          
ε

          

            
0

          

        

        

          

            

              
∂

              

                

                  

                    
E

                    
→

                  

                

              

            

            

              
∂

              
t

            

          

        

      

    

    
{\displaystyle {\vec {\nabla }}\times {\vec {B}}=\mu _{0}{\vec {J}}+\mu _{0}\varepsilon _{0}{\frac {\partial {\vec {E}}}{\partial t}}}

  

```

hvor {\displaystyle {\vec {J}}} betyder strømtæthed, altså strøm per volumen.

### Maxwells ligninger i materialer
De magnetiske og elektriske felter kan også penetrere materialer, og for at få Maxwells ligninger til at passe, må de ændres lidt. I stedet for at benytte vakuumpermeabillitet og -permittivitet, benytter man de specifikke tal for materialerne. Ladningstætheden ændres til tætheden af frie ladninger i materialet {\displaystyle \rho _{f}} og på samme måde ændres strømtætheden til den frie strømtæthed {\displaystyle {\vec {J}}_{f}}. Man kunne blot skrive ligningerne op igen, men per konvention har man i to af ligningerne valgt at transformere felterne fra elektrisk felt {\displaystyle {\vec {E}}} til det elektriske forskydningsfelt {\displaystyle {\vec {D}}=\varepsilon {\vec {E}}} og magnetiseringen {\displaystyle {\vec {H}}={\frac {1}{\mu }}{\vec {B}}} med naturlig ændring af enheder til følge. Dermed bliver de fire ligninger i faste stoffer:
```
               

  

    

      

        

          

            

              
∇

              
→

            

          

        

        
⋅

        

          

            

              
D

              
→

            

          

        

        
=

        

          
ρ

          

            
f

          

        

      

    

    
{\displaystyle {\vec {\nabla }}\cdot {\vec {D}}=\rho _{f}}

  

```

```
               

  

    

      

        

          

            

              
∇

              
→

            

          

        

        
⋅

        

          

            

              
B

              
→

            

          

        

        
=

        
0

      

    

    
{\displaystyle {\vec {\nabla }}\cdot {\vec {B}}=0}

  

```

```
               

  

    

      

        

          

            

              
∇

              
→

            

          

        

        
×

        

          

            

              
E

              
→

            

          

        

        
=

        
−

        

          

            

              
∂

              

                

                  

                    
B

                    
→

                  

                

              

            

            

              
∂

              
t

            

          

        

      

    

    
{\displaystyle {\vec {\nabla }}\times {\vec {E}}=-{\frac {\partial {\vec {B}}}{\partial t}}}

  

```

```
               

  

    

      

        

          

            

              
∇

              
→

            

          

        

        
×

        

          

            

              
H

              
→

            

          

        

        
=

        

          

            

              

                
J

                
→

              

            

          

          

            
f

          

        

        
+

        

          

            

              
∂

              

                

                  

                    
D

                    
→

                  

                

              

            

            

              
∂

              
t

            

          

        

      

    

    
{\displaystyle {\vec {\nabla }}\times {\vec {H}}={\vec {J}}_{f}+{\frac {\partial {\vec {D}}}{\partial t}}}

  

```